# 227.ª Brigada Mixta (Ejército Popular de la República)
La 227.ª Brigada Mixta fue una unidad del Ejército Popular de la República que combatió en la Guerra civil española. Integrada en la 42.ª División, llegó a tener un papel relevante durante la batalla del Ebro, en el verano de 1938.

## Historial
La unidad fue creada el 22 de abril de 1938 se formó, en el seno de la 42.ª División del XV Cuerpo de Ejército, que a su vez formaba parte de la Agrupación Autónoma del Ebro. Como comandante de la brigada quedó el mayor de milicias Tomás Guerrero Ortega.
Al comienzo de la Batalla del Ebro, el 25 de julio de 1938 la brigada se encontraba concentrada en Almatret. Al día siguiente, tras el comienzo de la ofensiva republicana, la 227.ª BM cruzó el río y trató de conquistar la población de Fayón, sin éxito. Después de que el avance republicano se viera detenido, la brigada quedó dentro de llamada «Bolsa de Fayón-Mequinenza». El 5 de agosto se concentró en las líneas defensivas republicanas en torno a Los Auts, pero tras una fuerte contraofensiva franquista la brigada se vio obligada a cruzar el río el día 7 de agosto, sufriendo importantes bajas.
Como consecuencia, fue concentrada en la retaguardia para su reorganización y el 14 de septiembre volvió a cruzar el Ebro para relevar a varias fuerzas de la 3.ª División en el triángulo Villalba de los Arcos-Corbera-Vértice Gaeta. Una semana más tarde reemplazó a varias unidades de la 45.ª División Internacional en el sector del Coll del Coso y se mantendría en esta posición hasta el 6 de octubre, cuando fue sustituida por la 44.ª División. En la defensa del Coll del Coso la brigada sufrió fuertes bajas. Volvería una vez más al combate: el 4 de noviembre, en plena contraofensiva franquista, se encontraba defendiendo la localidad de Miravet. Pero debido a la presión enemiga, la 227.ª debió iniciar el repliegue a lo largo de la orilla derecha del río, alcanzando Benisanet al día siguiente, Mora de Ebro y Sierra de la Picosa, el día 7. Finalmente, el día 12 llegó a Ascó, pero para entonces la unidad se encontraba muy diezmada por las bajas, por lo que hubo de retirarse al otro lado del río.
A finales de diciembre, cuando comenzó la Ofensiva franquista de Cataluña, la 227.ª BM estaba situada en La Granadella. Hubo de hacer frente al ataque de la 5.ª División de Navarra. Forzada por la presión de las tropas franquistas, el 5 de enero de 1939 la unidad hubo de retirarse a Vinaixa, localidad que no logró defender. Siguió retirándose hacia el norte. El día que Barcelona fue conquistada por las fuerzas franquistas, la brigada se encontraba situada en el Tibidabo, pero sus fuerzas estaban diezmadas y muy deshechas. La 227.ª BM cruzó la frontera francesa por el paso de Port-Bou el 9 de febrero.

## Mandos
Comandantes
- Mayor de milicias Tomás Guerrero Ortega;
- Mayor de milicias Bermejo

Comisarios
- Lorenzo Arcones Grande;
- Modesto Castrillo, del PCE;